# Disney Art Academy
Disney Art Academy est un jeu vidéo de dessin développé par Headstrong Games et édité par Nintendo, sorti en 2016 sur Nintendo 3DS.
Il s'agit d'une déclinaison d'Art Academy dans l'univers de Disney.

## Accueil
- Jeuxvideo.com : 14/20[1]